# Budynek mieszkalny przy ulicy Trzebnickiej 18-20 we Wrocławiu

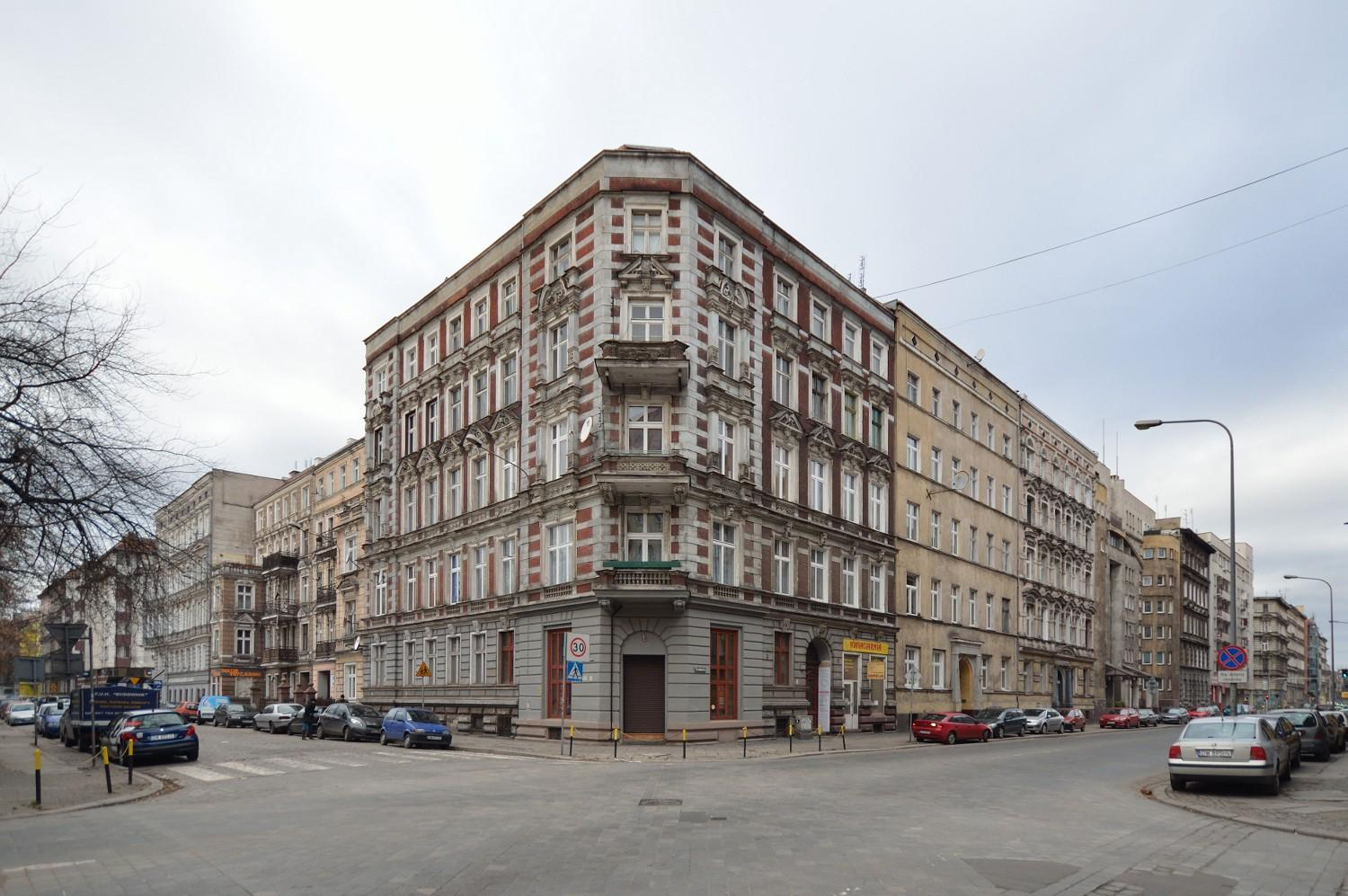
Po prawej pierzeja z budynkiem

Budynek mieszkalny przy ulicy Trzebnickiej 18–20 – budynek mieszkalny położony przy ulicy Trzebnickiej 18–20 we Wrocławiu w ramach osiedla Nadodrze. Budynek został zrealizowany w latach 1986–1991. Autorem projektu jest Krzysztof Lewczuk oraz współpracujący z nim Krzysztof Wrzos. Obiekt powstał na wolnym terenie stanowiącym przerwę w pierzei ulicy. Stanowi jeden z przykładów licznej w mieście zabudowy plombowej. Budynek pod względem architektonicznym otrzymuje pozytywne oceny przede wszystkim za twórcze podejście do kwestii wypełniania luk w zabudowie, zgrabne i harmonijne wpasowanie w pierzeję, ciekawe przeciwstawienie symetrycznej, silnie osiowej kompozycji fasady wobec historyzujących, monotonnych fasad sąsiednich kamienic oraz rzeźbiarską elewację tylną.

## Położenie i otoczenie
Budynek położony jest we Wrocławiu na osiedlu Nadodrze przy ulicy Trzebnickiej. Ma przypisane numery porządkowe 18 i 20. Jest to obszar zabudowy śródmiejskiej, gęsto zabudowany, o dużej gęstości zaludnienia i o dużej intensywności wykorzystania terenu. Budynek ten współtworzy zachodnią pierzeję ulicy Trzebnickiej w ramach bloku urbanistycznego w postaci kwartału zabudowy otoczonego ulicami: Trzebnicką, Kazimierza Jagiellończyka, Bolesława Chrobrego oraz św. Wincentego. Wnętrze międzyblokowe tego kwartału, stanowiące własność gminy, zostało zagospodarowane w ramach inwestycji miejskiej, a jego powierzchnia wynosi 3514 m². Sąsiednie budynki to XIX-wieczne kamienice rozmieszczone w układzie pierzejowym, dominującym w tej części miasta.

## Historia
Droga przy której położony jest budynek stała się ulicą w 1873 r. Została ona zabudowana kamienicami czynszowymi. Cały ten obszar szybko stał się gęsto zabudowanym Przedmieściem Odrzańskim (Odervorsadt). W wyniku działań wojennych prowadzonych podczas oblężenia Wrocławia w 1945 r. w ramach II wojny światowej część zabudowy uległa zniszczeniu, w tym zabudowa posesji przy ulicy Trzebnickiej pod numerami 18 i 20. W latach 80. XX wieku rozpoczęto uzupełnianie istniejących luk nową zabudową. Jednym z takich projektów była zabudowa plombowa przy ulicy Trzebnickiej 18-20. Projekt budynku powstał w latach 1986–1987, a jego budowa trwała do 1991 r. Autorem projektu jest Krzysztof Lewczuk. Przy jego tworzeniu z wymienionym autorem współpracował Krzysztof Wrzos.

## Architektura i charakterystyka
Styl w architekturze budynku określa się jako neomodernistyczny. Jest to budynek plombowy, uzupełniający lukę w zabudowie zachodniej pierzei ulicy Trzebnickiej. Autorzy projektu w środkowej części budynku cofnęli jednak linię jego zabudowy względem linii historycznej całej pierzei. Aby harmonijnie wpasować budynek w tak zastaną zabudowę ukształtowano łagodne przejścia zaokrąglonych skrajnych ryzalitów pomiędzy sąsiednimi kamienicami a cofniętą linią fasady głównej. Jej kompozycja jest silnie osiowa, symetryczna o silnej artykulacji kontrastującej z monotonnymi fasadami sąsiednich kamienic. Do tego dochodzi charakterystyczny układ otworów okiennych. Są one różnej wielkości i zostały ostro wycięte w ścianę, która z kolei pokryta jest chropowatym tynkiem. Całość uzupełnia kilka specyficznych detali takich jak między innymi maszty wykonane ze stali, relingi na dachu, łuk odcinkowy spinający okna szóstego piętra oraz wejścia do klatek schodowych przykryte daszkami. Te dwa ostatnie elementy mają już charakter typowo postmodernisty. W osi symetrii budynku wykonano także przejazd bramowy zapewniający komunikację w z wnętrzem międzyblokowym. Elewacja tylna, zachodnia, ukształtowana jest również odmiennie od przyległej zabudowy, a oparta na czterech rzędach dużych, zaokrąglonych na narożach balkonów.
Budynek klasyfikowany jest wg Klasyfikacji Środków Trwałych (KŚT) jako m – budynek mieszkalny (110). Ma 7 kondygnacji nadziemnych. Powierzchnia zabudowy budynku wynosi 379 m². Położony jest na działce gruntu o geometrycznym i ewidencyjnym polu powierzchni wynoszącym 720 m², stanowiącej współwłasność osób fizycznych i innych osób prawnych.

## Oceny i opinie
Mimo że budynek projektowany był jeszcze w okresie Polskiej Rzeczypospolitej Ludowej (PRL), a także początek realizacji przypadał na ten okres, ma on dziś pozytywny odbiór, szczególnie w kontekście harmonijnego i zgrabnego wypełnienia luki w historycznej zabudowie pierzei ukształtowanej przez rząd kamienic o stosunkowo monotonnych fasadach. Autorzy projektu chwaleni są za twórcze podejście do tematu i skuteczne zharmonizowanie nowego obiektu ze starą zabudową, mimo wyraźnie odmiennej formy i mocnego przeciwstawienia artykulacji symetrycznej wkomponowanego budynku. Pozytywne recenzje zbiera także tylna elewacja w szczególności jej rzeźbiarski charakter i skuteczna realizacja postulatów architektury modernistycznej dotyczących konieczności zapewnienia dostępu do światła i powietrza. Wyrażane są poglądy dotyczące architektury budynku, że jego duch modernistyczny został tak ukształtowany, iż „na pierwszy rzut oka” budynek mógłby uchodzić za powstały w okresie międzywojennym.